# Мария-Луиза Орлеанска
Вижте пояснителната страница за други личности с името Мария.
Мария-Луиза Орлеанска (на френски: Marie Louise d'Orléans) е кралица на Испания от 1679 до 1689 г., първа съпруга на крал Карлос II.

## Произход и ранни години
Мария-Луиза е родена на 26 април 1662 г. в Палас Роял, Париж, Франция. Тя е дъщеря на Филип I, херцог на Орлеан, и принцеса Хенриета Английска. Племенница е на крал Луи XIV, който е брат на баща ѝ.
Майката на Мария-Луиза умира през 1670 г., а Филип I Орлеански се жени повторно за Елизабет Шарлота фон дер Пфалц, която става като майка за Мария-Луиза и сестра ѝ.

## Испанска кралица
На 19 ноември 1679 г. в Квинтанапала Мария-Луиза се омъжва за крал Карлос II Испански. Карлос II е очарован от красотата на съпругата си и се влюбва до полуда в нея. Строгите порядки в испанския двор и дългите неуспешни опити да забременее скоро ѝ причиняват депресия.
Мария-Луиза Орлеанска умира при мистериозни обстоятелства на 12 февруари 1689 г. Един ден преди това, след като се прибира от езда, кралицата почувствала силни болки в стомаха и прекарва на легло цели два дена, но умира на следващата вечер. След смъртта ѝ дълго се носи мълвата, че кралицата е отровена от свекърва си, Мариана Австрийска, която силно иска да осигури наследници на сина си. Няма категорични доказателства, които да уличават Мариана Австрийска в убийството на Мария-Луиза, още повече че двете жени поддържат близки приятелски отношения.
Смъртта на кралицата съкрушава краля, но скоро след смъртта ѝ по политически причини Карлос II се жени повторно за Мария-Анна Нойбургска.